# Gheorghe Manolache
Gheorghe Manolache (n. 4 august 1950, Cândești, Neamț) este un poet, critic literar, în prezent profesor universitar la disciplina Literatura Română, Postmodernismul românesc. Introducere în critica literară, Facultatea de Litere și Arte, Universitatea „Lucian Blaga” din Sibiu.
Este membru titular al Uniunii Scriitorilor.

## Cărți publicate
- 1. Regula lui doi (registre duale în developarea postmodernismului românesc), Editura Universității „Lucian Blaga”, din Sibiu, 2004, 240 p., note, bibliografie, prefață, abstract , ISBN 973-651-830-2 .
- 2. Degradarea lui Proteu (experiențe postmoderne în proza românească a anilor ’80), Editura Universității „Lucian Blaga” , din Sibiu, 2004, 293 p., note, bibliografie, postfață, abstract, ISBN 973-651-829-9.
- 3. Anton Naum. Zborul liber al unei vesele satire ( între creștinism țărănesc și clasicism greco-latin), Editura Universității „Lucian Blaga”, din Sibiu, 2004, 256 p., note, bibliografie, cuvânt înainte, resume, ISBN.973-651-858-2.
- 4. Literatura de grad secund. Editura Universității „Lucian Blaga” din Sibiu, 2005, 221 p., note, bibliografie, ISBN. 973-739-090-3.
- 5. Resurecția localismului creator - O experiență spirituală în Mitteleuropa provinciilor literare, Editura Universității „Lucian Blaga” din Sibiu, 2005, 222 p., note, bibliografie, ISBN. (10) 973-739-282-5; ISBN (13)978-973-739-282-4.
- 6. Literaturi și culturi locale, Editura Universității „Lucian Blaga” din Sibiu, 2007, 355 p., note, bibliografie, ISBN. 978-973-739-475-0 .
- 7. Recuperarea unei sincope culturale: LUCEAFĂRUL - serie nouă - (1934-1939; 1940-1945-), Editura TechnoMedia, 2008, 225 p., note, bibliografie, indici.